# ¡Talia!
¡Talia! va ser una publicació cultural quinzenal en català editada a Igualada l'any 1925.

## Descripció i continguts
Portava el subtítol Portaveu crítica dels espectacles igualadins. També afegien a la capçalera «Digues sempre la veritat i no has de temer res».
La redacció i l'administració era al carrer de Sant Roc, núm. 18, i s'imprimia a la Impremta Moderna. Tenia vuit pàgines, a dues columnes, amb un format de 28 x 17 cm. El primer número va sortir el 19 de setembre de 1925 i l'últim, el 3, el 17 d'octubre del mateix any.
A l'article de presentació, referint-se als espectacles, deien que es dedicaran a «enaltir els qui pel seu mèrit artístic com moral són recomanables i a xurriacà aquells quines immoralitats o poc gust ho mereixin ... Escriurem sense tendències ni miraments de cap mena».
Parlava de cinema, teatre, sardanes, etc. També hi havia crítiques i comentaris trets d'altres publicacions. Hi ha articles de Lluís Ferrer Calafell, però la majoria van sense signar o amb pseudònims.

## Localització
- Biblioteca Central d'Igualada. Plaça de Cal Font. Igualada